# سيرافيما خولينا
سيرافيما خولينا (بالروسية: Серафима Васильевна Холина؛ 29 أغسطس 1923 - 12 أبريل 2021) ممثلة مسرحية وسينمائية سوفيتية وروسية. تخرجت من معهد جيراسيموف للتصوير السينمائي في عام 1949. ظهرت لأول مرة في فيلم دريم أوف كوساك عام 1950. اشتهرت بأنها مضيفة عرض الأزياء في فيلم ذا دايامند آرم. حصلت خولينا على عدة جوائز.
توفيت خولينا في موسكو في 12 أبريل 2021 عن عمر يناهز 97 عامًا.